# Zaklinacz dusz sezon 5
Ten artykuł zawiera streszczenia, a także informacje o odcinkach piątego sezonu serialu Zaklinacz dusz. Pierwsza emisja w USA odbyła się 25 września 2009, ostatnia piątego sezonu 21 maja 2010. Cała akcja serialu zostaje przeniesiona do roku 2014-2015.
| N/o | #  | Tytuł                      | Tytuł polski                     | Reżyseria            | Scenariusz                         | Premiera             | Premiera w Polsce (FOX Life) |
| --- | -- | -------------------------- | -------------------------------- | -------------------- | ---------------------------------- | -------------------- | ---------------------------- |
| 86 | 1  | Birthday Presence          | Urodzinowa klątwa                | Jennifer Love Hewitt | P.K. Simonds Laurie McCarthy       | 25 września 2009     | 4 kwietnia 2010              |
| Melinda rodzi syna, który również posiada dar widzenia duchów. Z jedną istotną różnicą, która będzie miała daleko idące konsekwencje. |    |                            |                                  |                      |                                    |                      |                              |
| 87 | 2  | See No Evil                | Przeklęta wiadomość              | Eric Laneuville      | Jeannine Renshaw                   | 2 października 2009  | 11 kwietnia 2010             |
| Melinda prowadzi śledztwo w sprawie łańcuszkowego e-maila, który zbiera żniwo wśród mieszkańców Grandview. |    |                            |                                  |                      |                                    |                      |                              |
| 88 | 3  | Till Death Do Us Start     | Dopóki śmierć nas nie połączy    | Gloria Muzio         | Mark B. Perry                      | 9 października 2009  | 18 kwietnia 2010             |
| Ojciec Elia przechodzi rozległy zawał serca. Wywołuje to zagmatwane spotkanie z matką Elia, która nie żyje od prawie dziesięciu lat i nie była w stanie przejść na drugą stronę, z powodu tajemnicy, którą zabrała ze sobą do grobu.                            |    |                            |                                  |                      |                                    |                      |                              |
| 89 | 4  | Do Over                    | Druga szansa                     | John Gray            | John Gray                          | 16 października 2009 | 25 kwietnia 2010             |
| Melinda bada zjawiska nadprzyrodzone w szpitalnej kostnicy, które mają związek ze śmiercią chirurga. |    |                            |                                  |                      |                                    |                      |                              |
| 90 | 5  | Cause For Alarm            | Odrzucenie                       | Ian Sander           | Melissa Blake Joy Blake            | 23 października 2009 | 2 maja 2010                  |
| Melinda udziela pomocy pacjentowi Elia, któremu wydaje się, że jest obserwowany przez ducha swojej siostry. Melinda i Jim są zaniepokojeni, gdy Aiden opowiada o swoich lśniących przyjaciołach, którzy nie są duchami, lecz czymś innym.                       |    |                            |                                  |                      |                                    |                      |                              |
| 91 | 6  | Head Over Heels            | Jeździec bez głowy               | Steven Robman        | Laurie McCarthy Stephanie SenGupta | 30 października 2009 | 9 maja 2010                  |
| Jeździec bez głowy z „Legendy o Sennej Kotlinie” prześladuje Melindę, a gdy legendarna książka w tajemniczy sposób pojawia się w szkole Aidena, Melinda zaczyna się martwić o jego bezpieczeństwo.                                                              |    |                            |                                  |                      |                                    |                      |                              |
| 92 | 7  | Devil's Bargain            | Pakt z diabłem                   | James Chressanthis   | P.K. Simonds Mark B. Perry         | 6 listopada 2009     | 16 maja 2010                 |
| Jim, zaskoczony nonszalancją swojego kolegi w związku z zetknięciem się ze zjawiskiem nadprzyrodzonym, podejrzewa, że ten wmieszany jest w nagłe zniknięcie studenta medycyny. Melinda przeczuwa kłopoty, gdy Aiden wciąż wspomina, że boi się „cieni”.         |    |                            |                                  |                      |                                    |                      |                              |
| 93 | 8  | Dead Listing               | Śmiertelna alergia               | Peter Werner         | Laurie McCarthy Mark B. Perry      | 13 listopada 2009    | 23 maja 2010                 |
| Melindzie ukazuje się duch agenta nieruchomości, który doprowadza ją do swojego ciała. Duch twierdzi, że zamordowała go jego żona i nęka kobietę próbując się zemścić.                                                                                          |    |                            |                                  |                      |                                    |                      |                              |
| 94 | 9  | Lost in the Shadows        | Zagubiona pośród cieni           | Kim Moses            | P.K. Simonds Laurie McCarthy       | 20 listopada 2009    | 30 maja 2010                 |
| Gdy duch małej dziewczynki, która zmarła na białaczkę, zaprzyjaźnia się z Aidenem i nakazuje Melindzie się nie wtrącać, ta martwi się o bezpieczeństwo syna. |    |                            |                                  |                      |                                    |                      |                              |
| 95 | 10 | Excessive Forces           | Nieuzasadnione użycie siły       | Kenny Leon           | Stephanie SenGupta                 | 4 grudnia 2009       | 6 czerwca 2010               |
| Kiedy duch licealisty oskarża gliniarza z Grandview o to, że go zamordował, Melinda jest przekonana, iż śmierć chłopaka nie była jedynie wypadkiem podczas jazdy na deskorolce.                                                                                 |    |                            |                                  |                      |                                    |                      |                              |
| 96 | 11 | Dead Air                   | Duch w eterze                    | Gloria Muzio         | Laurie McCarthy Marc B. Perry      | 8 stycznia 2010      | 13 czerwca 2010              |
| Melinda musi pomóc Nedowi powstrzymać ducha przed zemstą, gdy stacja radiowa w Grandview publikuje upokarzające sekrety, które doprowadziły do jego śmierci. |    |                            |                                  |                      |                                    |                      |                              |
| 97 | 12 | Blessings in Disguise      | Nie ma tego złego...             | Jan Eliasberg        | Jeannine Renshaw Ben Chaney        | 15 stycznia 2010     | 20 czerwca 2010              |
| Melinda musi odkryć prawdę kryjącą się w nowej rodzinie, zanim zagrozi ona nie tylko rozbiciem tejże rodziny, ale również młodej parze, która właśnie się zakochuje.                                                                                            |    |                            |                                  |                      |                                    |                      |                              |
| 98 | 13 | Living Nightmare           | Koszmar na jawie                 | Ian Sander           | P.K. Simonds                       | 22 stycznia 2010     | 20 czerwca 2010              |
| Gdy Melinda odkrywa rodzinny sekret, szaleństwo opanowuje szpital i miasto, kiedy duch bezsensownie nawiedza pacjenta, który nie ma o niczym pojęcia. |    |                            |                                  |                      |                                    |                      |                              |
| 99 | 14 | Dead to Me                 | Martwy za życia                  | Ralph Hemecker       | Pam Norris                         | 29 stycznia 2010     | 27 czerwca 2010              |
| Kiedy profesorka Neda, specjalistka od antropologii okultyzmu, jest nawiedzana przez ducha tajemniczego adoratora, do odkrycia tajemnicy użyta zostaje tabliczka ouija, ale zamiast tego stwarza kolejną, która zagraża życiu.                                  |    |                            |                                  |                      |                                    |                      |                              |
| 100 | 15 | Implosion                  | Implozja                         | Jennifer Love Hewitt | John Gray                          | 5 marca 2010         | 27 czerwca 2010              |
| Duch, który zna ukryty skład amunicji, w którym znajdują się niewypały wyznaje Melindzie, że jedna z bomb zaginęła i znajduje się w niepowołanych rękach, ostrzegając, że ktoś może stracić życie.                                                              |    |                            |                                  |                      |                                    |                      |                              |
| 101 | 16 | Old Sins Cast Long Shadows | Stare grzechy mają długie cienie | Jefery Levy          | Mark B. Perry                      | 12 marca 2010        | 4 lipca 2010                 |
| Melinda walczy o duszę dziewczynki Cassidy, która była uwięziona w nawiedzonym domu, uniemożliwia jej to Madame Greta, która nadal straszy w upiornym starym domu, w którym mieszkała w 1930 roku.                                                              |    |                            |                                  |                      |                                    |                      |                              |
| 102 | 17 | On Thin Ice                | Po cienkim lodzie                | Ian Sander           | Melissa Blake Joy Blake            | 2 kwietnia 2010      | 4 lipca 2010                 |
| Kiedy autor komiksu Damon Weaver zaczyna rysować swoje własne spotkania z duchami, zanim mają one miejsce, Melinda i Eli muszą odkryć sekrety kryjące się za jego sztuką i historię ducha nastolatka, który nęka rysownika.                                     |    |                            |                                  |                      |                                    |                      |                              |
| 103 | 18 | Dead Eye                   | Ostatnie śledztwo                | John Behring         | P.K. Simonds Laurie McCarthy       | 9 kwietnia 2010      | 11 lipca 2010                |
| Kiedy zdezorientowany duch przebrany za klauna zaczyna nawiedzać dom Melindy, od niej i Elia zależy znalezienie odpowiedzi na podstawie ostatniej sprawy ducha, który był prywatnym detektywem – historii miłosnej, której częścią była chciwość i podejrzenia. |    |                            |                                  |                      |                                    |                      |                              |
| 104 | 19 | Lethal Combination         | Zabójcza kombinacja              | Kim Moses            | Stephanie SenGupta Steve Gottfried | 30 kwietnia 2010     | 11 lipca 2010                |
| Małżeństwo zamierza spędzić miło wieczór, Jim wynajmuje opiekunkę, do której jest przywiązany groźny duch. Melinda próbuje dowiedzieć, dlaczego duch wprowadza dzieci w niebezpieczeństwo. Jej dochodzenie prowadzi ją do świata poligamii i alkoholizmu.       |    |                            |                                  |                      |                                    |                      |                              |
| 105 | 20 | Blood Money                | Krwawe pieniądze                 | Eric Laneuville      | P.K. Simonds Laurie McCarthy       | 7 maja 2010          | 18 lipca 2010                |
| Kiedy wieczór zabawy staje się niebezpieczny dla trzech nastolatków, Melinda bada sprawę niewyjaśnionego porwania, która może być dla niej bardziej groźna niż przypuszczała.                                                                                   |    |                            |                                  |                      |                                    |                      |                              |
| 106 | 21 | Dead Ringer                | Bliźniacze podobieństwo          | Ian Sander           | Mark B. Perry Stephanie SenGupta   | 14 maja 2010         | 18 lipca 2010                |
| Gdy duch, któremu Melinda stara się pomóc, nagle ożywa, kobieta znajduje się w centrum planu zemsty i wśród walczących wrogów, z których istnienia nie zdawała sobie sprawy.                                                                                    |    |                            |                                  |                      |                                    |                      |                              |
| 107 | 22 | The Children's Parade      | Dziecięca parada                 | John Gray            | John Gray                          | 21 maja 2010         | 25 lipca 2010                |
| Melinda zostaje opętana przez cienie nie zauważa różnic między duchami a żywymi. Księga oraz Aiden wyjaśniają, kim są lśniący, budują armie i raz na zawsze lśniący pokonują cienie, ratując Melindę.                                                           |    |                            |                                  |                      |                                    |                      |                              |

1. ↑  Polskie tytuły podane za programem telewizyjnym stacji FoxLife.